# إبادة السالكنام الجماعية

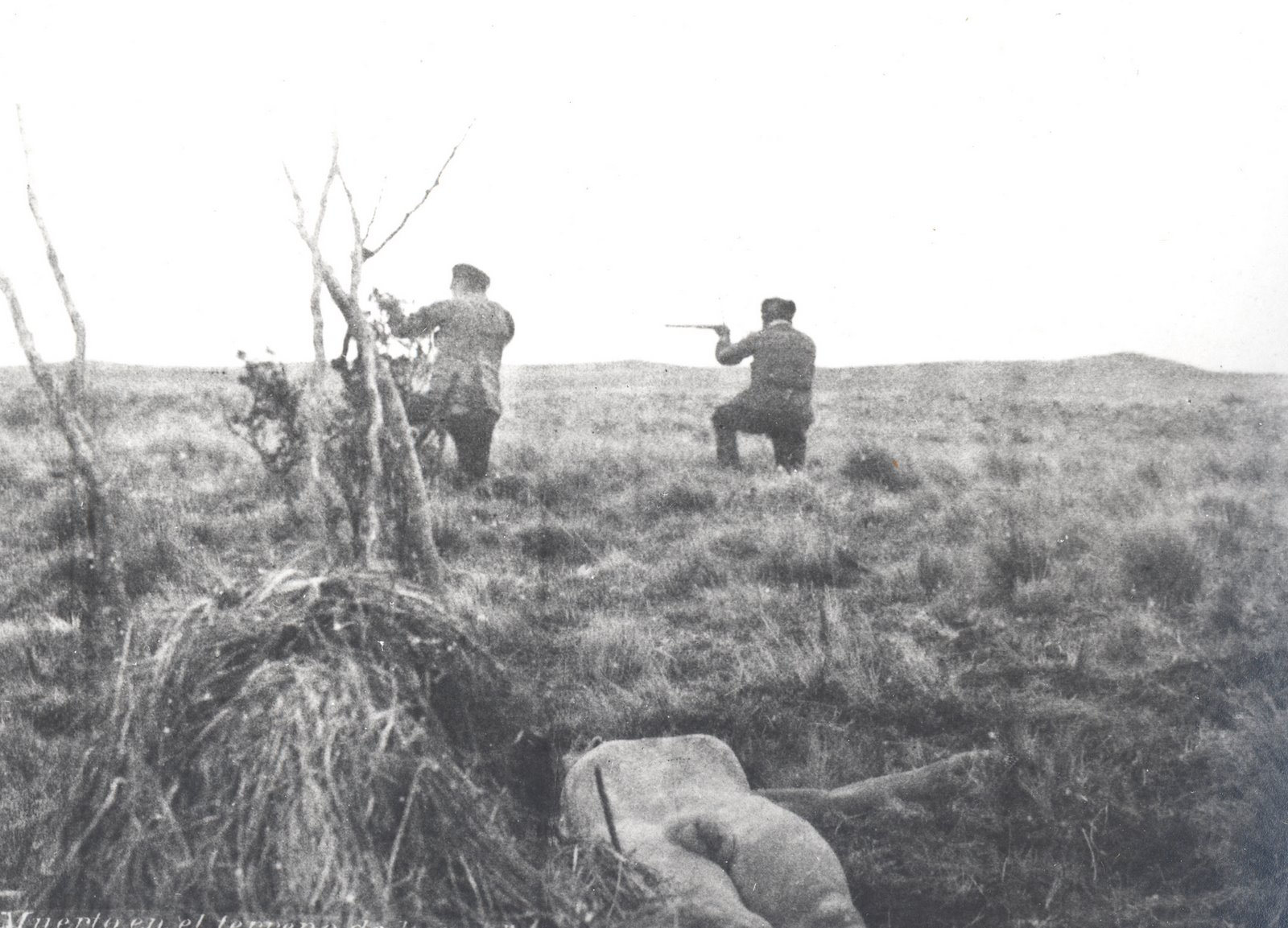
إبادة جماعية سيلكنام في الأرجنتين

إبادة السالكنام الجماعية هي الإبادة الجماعية لشعب السالكنام، وهي إحدى القبائل الأصلية الثلاث التي سكنت تييرا دل فويغو (أرض النار) في أمريكا الجنوبية، بين النصف الثاني من القرن التاسع عشر وأوائل القرن العشرين. امتدت الإبادة الجماعية على مدى عشرة إلى خمسة عشر عامًا. انخفض عدد شعب السالكنام، الذي قُدر عدده بـ 4000 شخص، إلى 500 نسمة فقط.

## الخلفية
تُعد قبيلة السالكنام واحدةً من ثلاث قبائل أصلية سكنت الجزء الشمالي الشرقي من الأرخبيل، وتراوح عدد سكانها قبل الإبادة الجماعية بين 3000 و4000 نسمة. وعرفهم شعب الياغان (يامانا) باسم أونا (شعب الشمال).
عاش شعب السالكنام حياةً شبه بدوية قامت على الصيد والتجمع في جزيرة غراندي دي تييرا دل فويغو لآلاف السنين، ويعني اسم الجزيرة حرفيًا «الجزيرة الكبرى لأرض النار»، وهو الاسم الذي أطلقه عليها المستكشفون الإسبان الأوائل عندما رأوا الدخان المنبعث من النيران التي يشعلها شعب السالكنام. عاش شعب السالكنام في الشمال الشرقي، مع شعب هاوش إلى الشرق في شبه جزيرة ميتري، وشعب ياغان في الغرب والجنوب، في الجزء الأوسط من الجزيرة الرئيسية وفي جميع أنحاء الجزر الجنوبية للأرخبيل.
قُسم شعب السالكنام وفقًا لإحدى الدراسات إلى المجموعات التالية:
- باريكا (سكنوا في شمال بامبا).
- هيرسكا (سكنوا في الغابات الجنوبية).
- تشونكويوكا (سكنوا في الجبال أمام خليج إنوتيل)، بجانب شعب الهاوش.

## نبذة تاريخية
توفي آخر فرد من شعب السالكنام، أنجيلا لويج، في عام 1974. وكان هذا الشعب من آخر مجموعات السكان الأصليين في أمريكا الجنوبية التي وصل إليها الأوروبيون وتُعتبر لغة أونا، التي يُعتقد أنها جزء مم لغات الشونان، منقرضة وفقًا لأطلس منظمة الأمم المتحدة للتربية والعلم والثقافة (اليونسكو) لعام 2010 للغات العالم المهددة بالخطر، إذ توفي آخر المتحدثين في الثمانينيات.
كان حوالي 4000 فرد من شعب السالكنام على قيد الحياة في منتصف القرن التاسع عشر؛ تقلص هذا العدد إلى حوالي 100 بحلول عام 1930. احتُل إقليم السالكنام مع استيعاب العديد من المجموعات التي أصبحت فيما بعد أرجنتينية وتشيلية. كانت مارسات الطقوس التي كانت تبدو غير معتادة مخيفةً للعديد من المستعمرين، ما تسبب في خوف غير منطقي من وجودهم، وبالتالي كان ذلك حجةً لإبادتهم جماعيًا.
تعرض السكان الأصليون للترحيل والاغتصاب والإبادة، مع دفع مكافآت لأكثر الصيادين قسوة. روى مارتن جوسيند، الذي زار الجزيرة في نهاية عام 1918، في كتاباته أن الصيادين أرسلوا جماجم أفراد السالكنام الذين يقتلونهم إلى متاحف غلم الإنسان الأجنبية، بحجة «الدراسة العلمية».
نشر عالم الأنثروبولوجيا (علم الإنسان) الألماني روبرت ليمان-نيتشه الدراسات العلمية الأولى عن شعب السالكنام، على الرغم من أنه تعرض لاحقًا لانتقادات بسبب دراسته لأفراد شعب السلكنام الذين تم اختطافهم وعرضهم في السيرك في ظروف العبودية الفعلية.